# Paysage précieux à l'échelle nationale en Finlande
Un  Paysage précieux à l'échelle nationale est un paysage de Finlande sélectionné  par le gouvernement de la Finlande après étude du ministère de l'environnement en 1992.

## Inventaires
En juillet 2013, il y a 156 sites classés.
En 2010-2014, les paysages sont réinventoriés,,
L'avancement de l'inventaire et ses résultats sont décrits sur le site du ministère de l'environnement.

### Liste des sites classés
| Site                                                                | Ville                                          | Région               |
| ------------------------------------------------------------------- | ---------------------------------------------- | -------------------- |
| Skärlandet (fi)                                                     | Raasepori                                      | Uusimaa              |
| Raaseporinjoki (fi) - Fagervik (fi)                                 | Inkoo,Raasepori                                | Uusimaa              |
| Paysages de Fiskari - Antskog (fi) et de Pohjanpitäjänlahti (fi)    | Raasepori                                      | Uusimaa              |
| Paysages de la vallée de la Mustionjoki                             | Raasepori                                      | Uusimaa              |
| Paysages de Degerby-Pikkalanjoki-Palojoki                           | Inkoo, Siuntio, Vihti                          | Uusimaa              |
| Vallées cultivées de Nummenjoki - Pusulanjoki (fi)                  | Nummi-Pusula                                   | Uusimaa              |
| Vallée du Vantaanjoki                                               | Helsinki, Vantaa, Tuusula                      | Uusimaa              |
| Suomenlinna                                                         | Helsinki                                       | Uusimaa              |
| Vallée du Porvoonjoki                                               | Porvoo, Askola, Pukkila, Orimattila            | Uusimaa              |
| Pernajanlahti (fi) et vallée de la Koskenkylänjoki (fi)             | Loviisa                                        | Uusimaa              |
| Vallée du Kymijoki                                                  | Loviisa; Kymenlaakso, Kouvola, Pyhtää, Kotka   | Uusimaa              |
| Paysages de l'archipel finlandais                                   | Kemiönsaari, Parainen                          | Finlande propre      |
| Paysages d'Airisto - Seili                                          | Parainen, Naantali                             | Finlande propre      |
| Ruissalo - Hirvensalo                                               | Turku                                          | Finlande propre      |
| Vallée de l'Aurajoki                                                | Turku, Kaarina, Lieto, Aura, Pöytyä            | Finlande propre      |
| Vallée de la Paimionjoki                                            | Paimio, Piikkiö, Lieto, Tarvasjoki             | Finlande propre      |
| Vallées de l'Uskelanjoki (fi) et de l'Halikonjoki (fi)              | Salo                                           | Finlande propre      |
| Mietoistenlahti (fi)                                                | Masku, Mynämäki                                | Finlande propre      |
| Untamala (fi) - Kodjala (fi)                                        | Laitila                                        | Finlande propre      |
| Paysages du Köyliönjärvi                                            | Köyliö, Säkylä                                 | Satakunta            |
| Vallée de la Kokemäenjoki                                           | Huittinen, Kokemäki, Pirkanmaa, Sastamala      | Satakunta            |
| Yyteri                                                              | Pori                                           | Satakunta            |
| Ahlainen                                                            | Pori                                           | Satakunta            |
| Vihteljärvi (fi) - Niemenkylä                                       | Kankaanpää, Lavia                              | Satakunta            |
| Mustiala (fi) - Porras - Kaukolanharju (fi)                         | Tammela                                        | Kanta-Häme           |
| Hämeen Härkätie                                                     | Hämeenlinna, Hattula, Loppi, Tammela           | Kanta-Häme           |
| Hakoinen (fi) - Kernaala                                            | Janakkala                                      | Kanta-Häme           |
| Vallée du Vanajavesi et Aulanko                                     | Hämeenlinna, Hattula                           | Kanta-Häme           |
| Paysage de Hauhonselkä (fi)                                         | Hämeenlinna                                    | Kanta-Häme           |
| Paysages de l'Ormajärvi et d'Untulanharju                           | Hämeenlinna                                    | Kanta-Häme           |
| Sääksmäki - Tarttila (fi)                                           | Hämeenlinna, Valkeakoski                       | Kanta-Häme           |
| Kastari - Hatsina - Kutajoki                                        | Hollola, Hämeenkoski                           | Päijät-Häme          |
| Kurhila - Pulkkila                                                  | Asikkala                                       | Päijät-Häme          |
| Auttoinen et Vesijako                                               | Padasjoki                                      | Päijät-Häme          |
| Nuoramoinen                                                         | Sysmä                                          | Päijät-Häme          |
| Päijätsalo                                                          | Sysmä                                          | Päijät-Häme          |
| Vallée du Porvoonjoki                                               | Orimattila; Porvoo, Askola, Pukkila            | Päijät-Häme          |
| Sääksmäki - Tarttila                                                | Valkeakoski; Hämeenlinna                       | Pirkanmaa            |
| Paysages de Vesilahti                                               | Vesilahti, Lempäälä                            | Pirkanmaa            |
| Karkku - Tyrvää                                                     | Vammala                                        | Pirkanmaa            |
| Pyynikki                                                            | Tampere                                        | Pirkanmaa            |
| Haralanharju                                                        | Kangasala                                      | Pirkanmaa            |
| Paysages de Hämeenkyrö                                              | Hämeenkyrö                                     | Pirkanmaa            |
| Juupajoki                                                           | Juupajoki, Orivesi                             | Pirkanmaa            |
| Paysages de la chaîne de lacs d'Ähtäri                              | Virrat; Ähtäri                                 | Pirkanmaa            |
| Vallée de la Kokemäenjoki                                           | Sastamala; Huittinen, Kokemäki                 | Pirkanmaa            |
| Kymijoki                                                            | Kouvola, Pyhtää, Kotka ; Loviisa               | Kymenlaakso          |
| Kaunissaari - Ristisaari;                                           | Pyhtää                                         | Kymenlaakso          |
| Haapasaari                                                          | Kotka                                          | Kymenlaakso          |
| Tammio                                                              | Hamina                                         | Kymenlaakso          |
| Vallée de la Vaalimaanjoki                                          | Miehikkälä, Virolahti                          | Kymenlaakso          |
| Paysages d'Elimäki                                                  | Kouvola                                        | Kymenlaakso          |
| Iiti - Lyöttilä                                                     | Iitti                                          | Kymenlaakso          |
| Jaala                                                               | Kouvola                                        | Kymenlaakso          |
| Kymijoen laakso                                                     | Kouvola, Pyhtää, Kotka; Loviisa                | Vallée de la Kymi    |
| Kaunissaari                                                         | Ristisaari; Pyhtää                             | Vallée de la Kymi    |
| Haapasaari                                                          | Kotka                                          | Vallée de la Kymi    |
| Tammio                                                              | Hamina                                         | Vallée de la Kymi    |
| Vallée de la Vaalimaanjoki                                          | Miehikkälä, Virolahti                          | Vallée de la Kymi    |
| Vallées de la Sippolanjoki et de la Summanjoki                      | Kouvola, Hamina                                | Vallée de la Kymi    |
| Paysages d'Elimäki                                                  | Kouvola                                        | Vallée de la Kymi    |
| Village d'Iiti - Lyöttilä                                           | Iitti                                          | Vallée de la Kymi    |
| Village de Jaala                                                    | Kouvola                                        | Vallée de la Kymi    |
| Konnunsuo - Joutsenon kirkonkylä                                    | Lappeenranta                                   | Carélie du Sud       |
| Suomenkylä                                                          | Suomenniemi                                    | Carélie du Sud       |
| Solkei                                                              | Taipalsaari, Savitaipale                       | Carélie du Sud       |
| Imatrankoski                                                        | Imatra                                         | Carélie du Sud       |
| Haukkavuori                                                         | Rautjärvi, Ruokolahti                          | Carélie du Sud       |
| Tarnala                                                             | Parikkala                                      | Carélie du Sud       |
| Ristiina - Paysage d'Hurissalo                                      | Ristiina, Puumala                              | Savonie du Sud       |
| Muuramäki                                                           | Puumala                                        | Savonie du Sud       |
| Neitvuori                                                           | Anttola                                        | Savonie du Sud       |
| Kaskii                                                              | Juva                                           | Savonie du Sud       |
| Castro de Sulkava                                                   | Sulkava                                        | Savonie du Sud       |
| Paysages de Kuhakoski, Kammolan, Väätälänmäki du village de Sulkava | Sulkava                                        | Savonie du Sud       |
| Kokonsaari                                                          | Savonlinna                                     | Savonie du Sud       |
| Olavinlinna                                                         | Savonlinna                                     | Savonie du Sud       |
| Punkaharju - Pakkasenharju                                          | Punkaharju                                     | Savonie du Sud       |
| Saksalanharju - Village d'Haukivuori                                | Haukivuori                                     | Savonie du Sud       |
| Kaitainen                                                           | Joroinen                                       | Savonie du Sud       |
| Osikonmäki                                                          | Rantasalmi                                     | Savonie du Sud       |
| Frugård - Kotkatlahti                                               | Joroinen                                       | Savonie du Sud       |
| Paysages de la voie navigable d'Heinävesi                           | Heinävesi, Savonlinna, Enonkoski, Varkaus      | Savonie du Sud       |
| Paysages de Saahkari et de Myhinpää                                 | Rautalampi                                     | Savonie du Nord      |
| Mustinmäki - Tahvanala                                              | Leppävirta                                     | Savonie du Nord      |
| Paukarlahti                                                         | Leppävirta                                     | Savonie du Nord      |
| Puijo                                                               | Kuopio                                         | Savonie du Nord      |
| Paysages de Maaninkajärvi                                           | Maaninka, Pielavesi                            | Savonie du Nord      |
| Pohjois-Sänkimäki - Sänkimäki                                       | Nilsiä                                         | Savonie du Nord      |
| Pisa (fi)                                                           | Juankoski, Nilsiä                              | Savonie du Nord      |
| Väisälänmäki                                                        | Lapinlahti                                     | Savonie du Nord      |
| Paysages de la voie navigable d'Heinävesi                           | Enonkoski, Varkaus , Heinävesi, Savonlinna     | Savonie du Nord      |
| Totkunniemi                                                         | Kesälahti                                      | Carélie du Nord      |
| Kiteenlahti                                                         | Kitee                                          | Carélie du Nord      |
| Saario                                                              | Tohmajärvi                                     | Carélie du Nord      |
| Onkamo                                                              | Tohmajärvi                                     | Carélie du Nord      |
| Huhtilampi                                                          | Joensuu                                        | Carélie du Nord      |
| Heinävaara - Selkie                                                 | Joensuu, Kontiolahti                           | Carélie du Nord      |
| Sonkaja                                                             | Ilomantsi                                      | Carélie du Nord      |
| Kirvesvaara - Hakovaara                                             | Ilomantsi                                      | Carélie du Nord      |
| Koli                                                                | Lieksa, Juuka, Kontiolahti, Eno                | Carélie du Nord      |
| Karhunpää                                                           | Valtimo, Nurmes                                | Carélie du Nord      |
| Ylikylä                                                             | Nurmes                                         | Carélie du Nord      |
| Rasimäki                                                            | Valtimo                                        | Carélie du Nord      |
| Ylä-Valtimo                                                         | Valtimo                                        | Carélie du Nord      |
| Hassi - Kotakoski                                                   | Jämsä, Kuhmoinen                               | Finlande-Centrale    |
| Putkilahti                                                          | Korpilahti                                     | Finlande-Centrale    |
| Viisarimäki - Rutalahti                                             | Toivakka, Leivonmäki                           | Finlande-Centrale    |
| voie navigable de Saarijärvi (fi)                                   | Saarijärvi, Pylkönmäki                         | Finlande-Centrale    |
| Village de Sumiaine                                                 | Sumiainen                                      | Finlande-Centrale    |
| Kärväskylä                                                          | Pihtipudas                                     | Finlande-Centrale    |
| Ylä-Liitonjoki                                                      | Pihtipudas                                     | Finlande-Centrale    |
| Paysages du Muurasjärvi                                             | Pihtipudas                                     | Finlande-Centrale    |
| Härkmeri                                                            | Kristiinankaupunki                             | Ostrobotnie          |
| Övermalax - Åminne                                                  | Maalahti, Mustasaari                           | Ostrobotnie          |
| Vallée de la Kyrönjoki                                              | Mustasaari, Vähäkyrö, Isokyrö, Ylistaro        | Ostrobotnie          |
| Söderfjärden                                                        | Vaasa, Mustasaari, Maalahti                    | Ostrobotnie          |
| Ancien Vaasa                                                        | Vaasa                                          | Ostrobotnie          |
| Vallée de la Vöyrinjoki                                             | Vöyri                                          | Ostrobotnie          |
| Björköby                                                            | Mustasaari                                     | Ostrobotnie          |
| Vallée de la Hyypänjoki                                             | Kauhajoki                                      | Ostrobotnie du Sud   |
| Luopajärvi                                                          | Jalasjärvi                                     | Ostrobotnie du Sud   |
| Alajoki                                                             | Ilmajoki, Seinäjoki                            | Ostrobotnie du Sud   |
| Paysages du Kuortaneenjärvi                                         | Kuortane                                       | Ostrobotnie du Sud   |
| Habitations des collines de Lehtimäki                               | Lehtimäki                                      | Ostrobotnie du Sud   |
| Alajoki de Lapua et Kauhava                                         | Lapua, Kauhava                                 | Ostrobotnie du Sud   |
| voie navigable d'Ähtäri (fi)                                        | Ähtäri, Virrat                                 | Ostrobotnie du Sud   |
| Vallée de la Lestijoki                                              | Toholampi                                      | Ostrobotnie-Centrale |
| Reisjärven Keskikylä - Kangaskylä                                   | Reisjärvi                                      | Ostrobotnie du Nord  |
| Vallée de la Kalajoki                                               | Nivala, Ylivieska, Haapajärvi                  | Ostrobotnie du Nord  |
| Plaine de Liminka                                                   | Liminka, Lumijoki, Tyrnävä, Kempele, Oulunsalo | Ostrobotnie du Nord  |
| Oulujoen laakso                                                     | Muhos, Oulu                                    | Ostrobotnie du Nord  |
| Hailuoto                                                            | Hailuoto                                       | Ostrobotnie du Nord  |
| Aittojärvi - Kyngäs                                                 | Pudasjärvi                                     | Ostrobotnie du Nord  |
| Paysages de la Iijoki                                               | Pudasjärvi, Taivalkoski                        | Ostrobotnie du Nord  |
| Paysages du Tyräjärvi                                               | Taivalkoski                                    | Ostrobotnie du Nord  |
| Määttälänvaara - Vuotunki                                           | Kuusamo                                        | Ostrobotnie du Nord  |
| Virkkula                                                            | Kuusamo                                        | Ostrobotnie du Nord  |
| Rapides de Kuusamo                                                  | Kuusamo                                        | Ostrobotnie du Nord  |
| Vuokatti                                                            | Sotkamo                                        | Kainuu               |
| Naapurinvaara                                                       | Sotkamo                                        | Kainuu               |
| Paltaniemi                                                          | Kajaani                                        | Kainuu               |
| Manamansalo                                                         | Vaala                                          | Kainuu               |
| Melalahti - Vaarankylä                                              | Paltamo                                        | Kainuu               |
| Säräisniemi                                                         | Vaala                                          | Kainuu               |
| Paysages de Joukokylä et de Kempasvaara                             | Puolanka                                       | Kainuu               |
| Paysages de l'embouchure de la Simojoki                             | Simo                                           | Laponie              |
| Vallée de la Tornionjoki                                            | Tornio, Ylitornio                              | Laponie              |
| Aavasaksa                                                           | Ylitornio                                      | Laponie              |
| Lohijärvi - Leukumanpää                                             | Ylitornio                                      | Laponie              |
| Paysages du Ratasjärvi                                              | Pello                                          | Laponie              |
| Juujärvi                                                            | Kemijärvi                                      | Laponie              |
| Ounasjoki                                                           | Rovaniemi                                      | Laponie              |
| Suvanto                                                             | Pelkosenniemi                                  | Laponie              |
| Kairala                                                             | Pelkosenniemi                                  | Laponie              |
| Kuosku                                                              | Savukoski                                      | Laponie              |
| Venejärvi                                                           | Kolari                                         | Laponie              |
| Kierinki                                                            | Sodankylä                                      | Laponie              |
| Kaukonen                                                            | Kittilä                                        | Laponie              |
| Köngäs                                                              | Kittilä                                        | Laponie              |
| Rautuskylä                                                          | Kittilä                                        | Laponie              |
| Hanhimaa                                                            | Kittilä                                        | Laponie              |
| Toras-Sieppi                                                        | Muonio                                         | Laponie              |
| Kajanki                                                             | Muonio                                         | Laponie              |
| Pallastunturi                                                       | Kittilä, Muonio, Enontekiö                     | Laponie              |
| Peltovuoma                                                          | Enontekiö                                      | Laponie              |
| Pöyrisjärvi                                                         | Enontekiö                                      | Laponie              |
| Saana                                                               | Enontekiö                                      | Laponie              |
| Vallée du fleuve Teno                                               | Utsjoki                                        | Laponie              |
| Vallée de la Utsjoki                                                | Utsjoki                                        | Laponie              |

## Iconographie

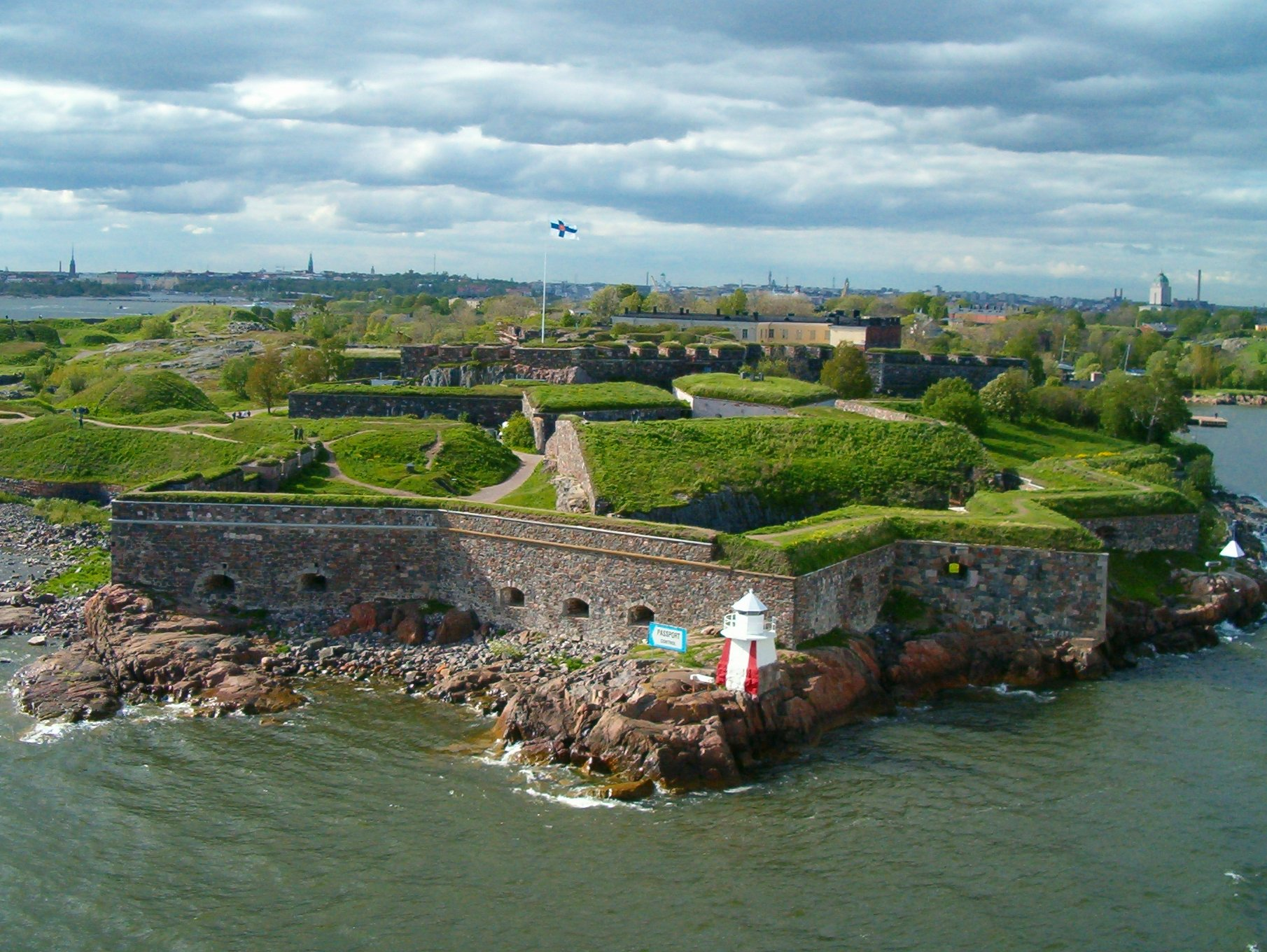
Suomenlinna
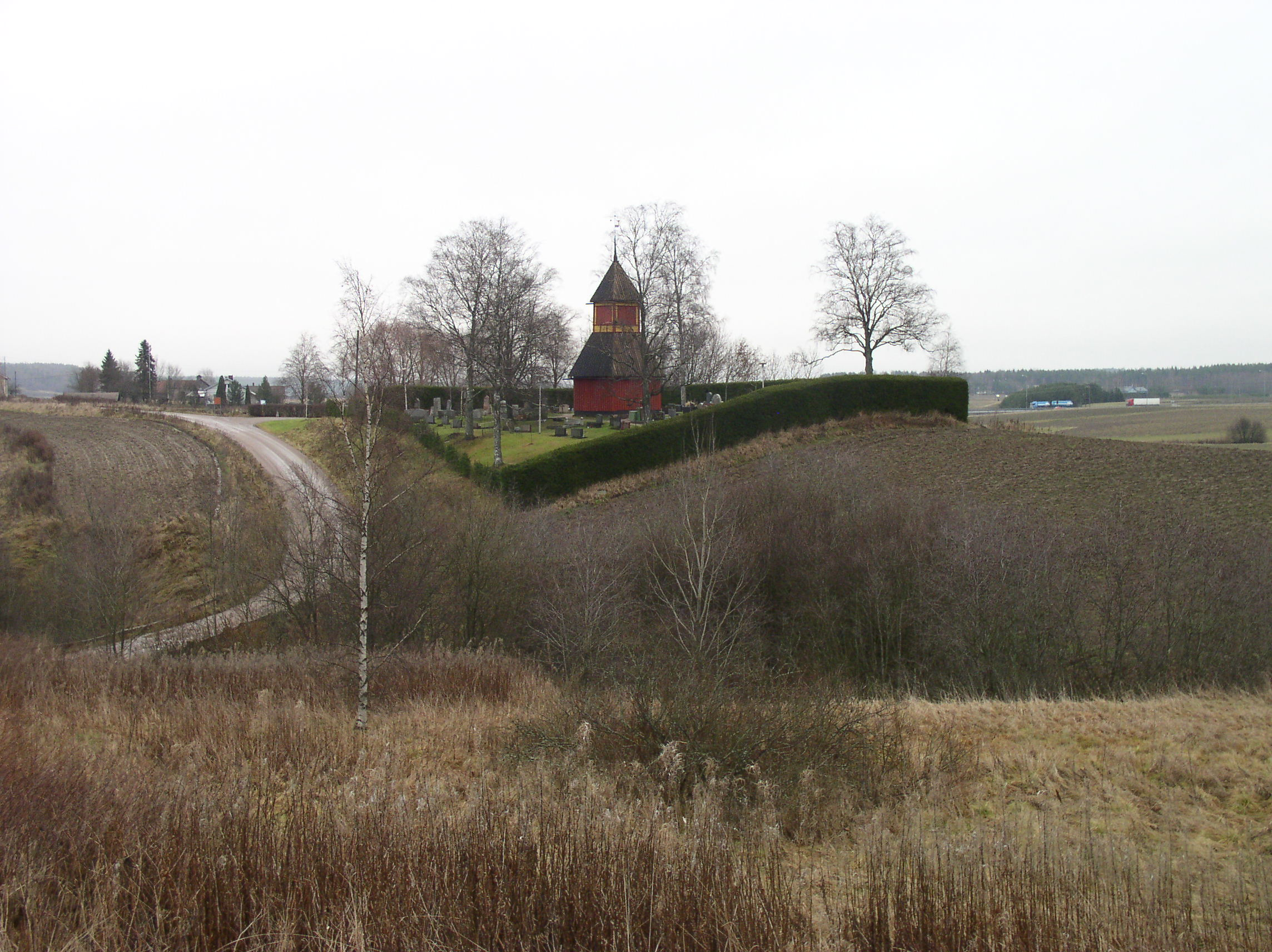
Paysage d'Uskelanjoki.
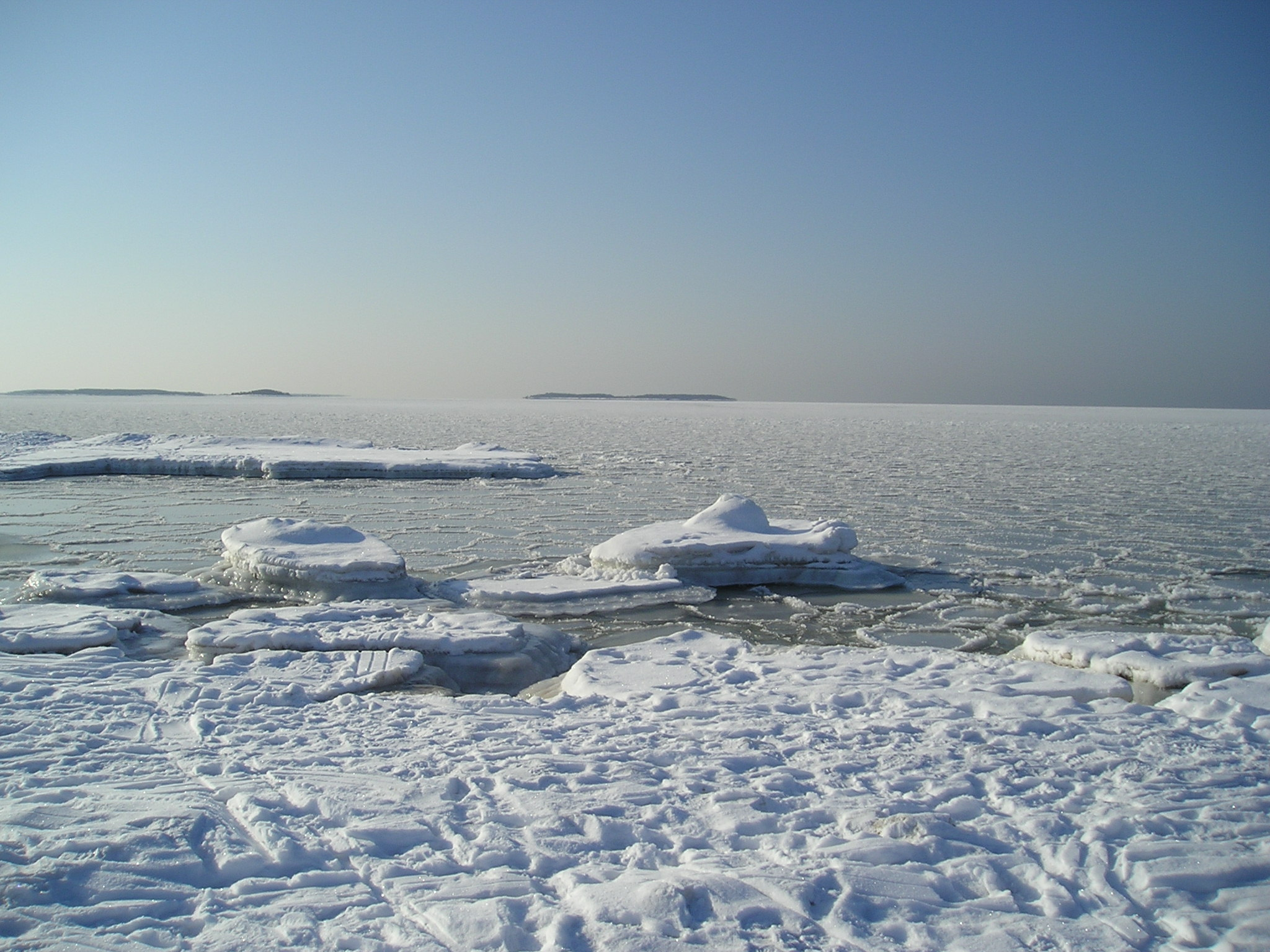
Yyteri.
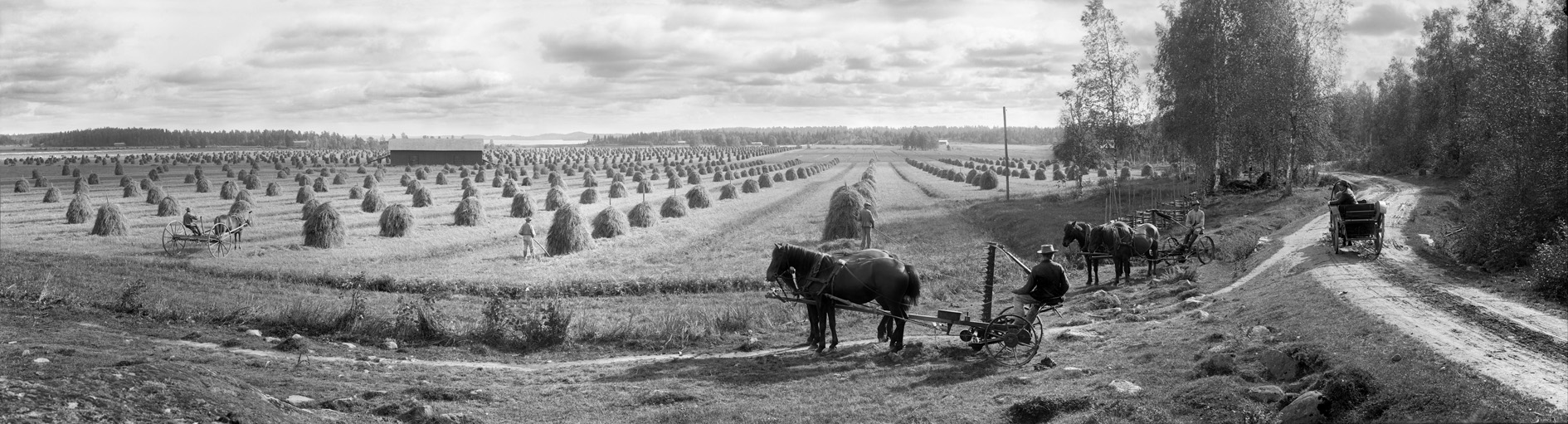
Champs de l'institut Mustiala en 1899.
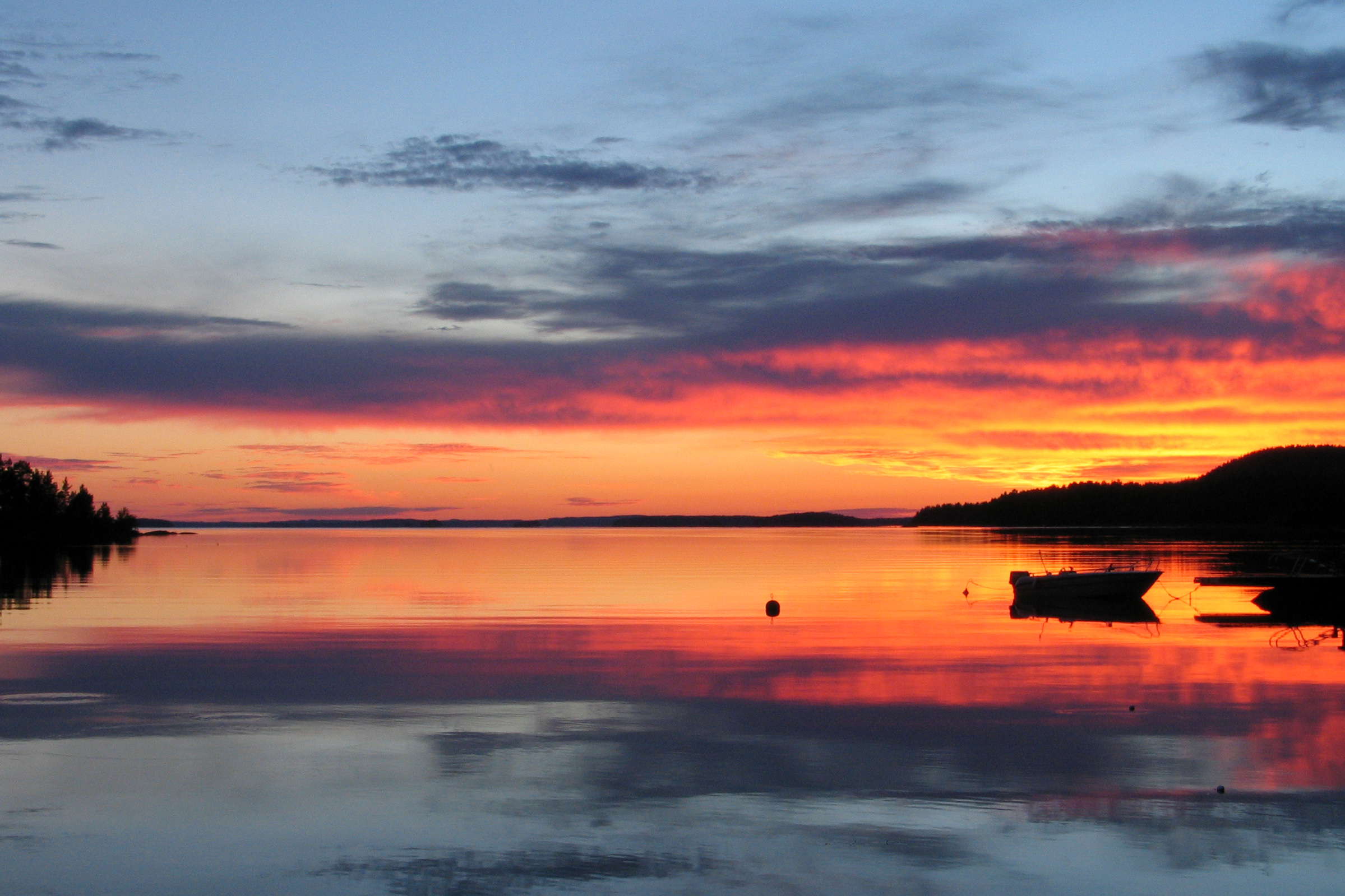
Päijätsalo Sysmä.
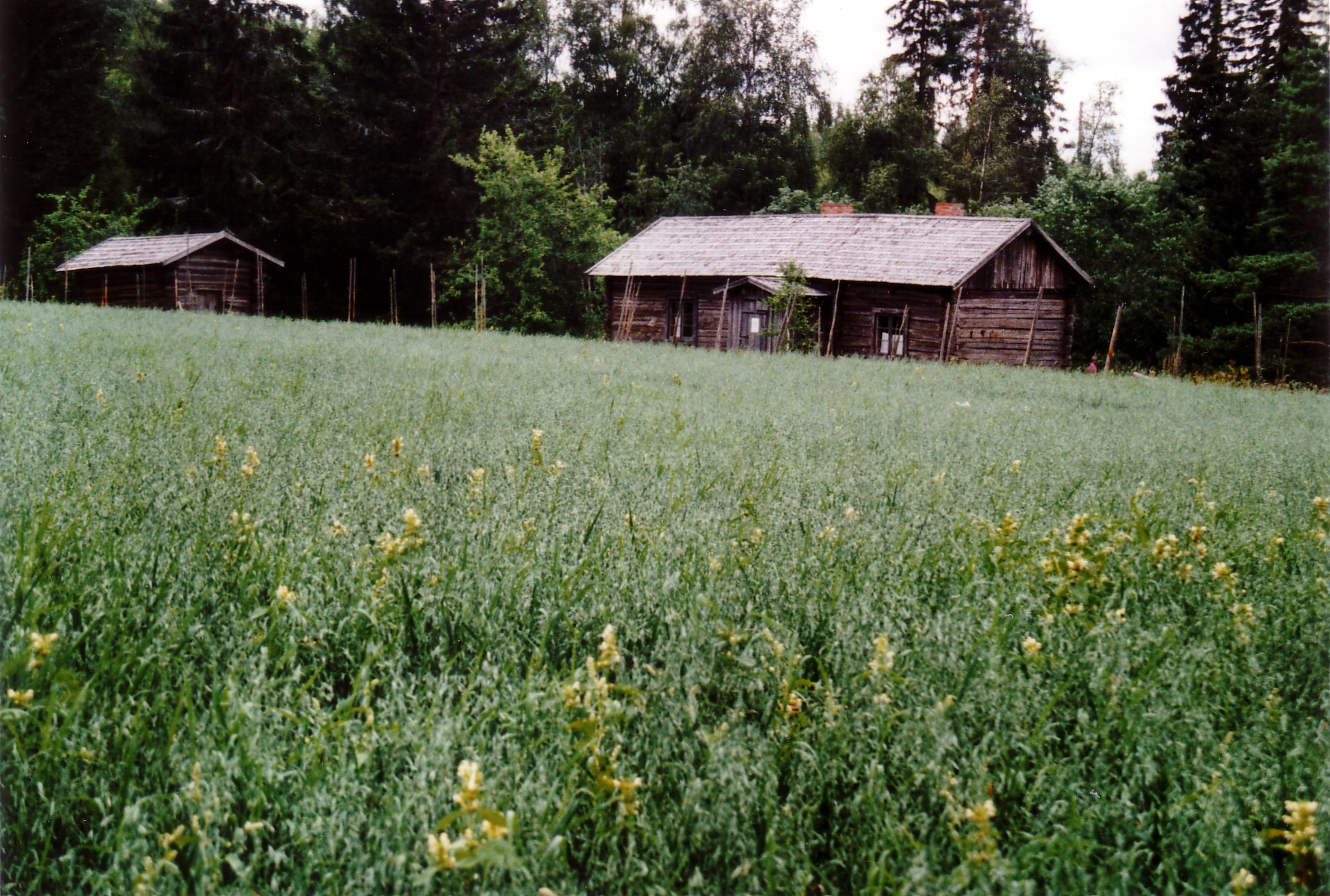
Hämeenkyrö.
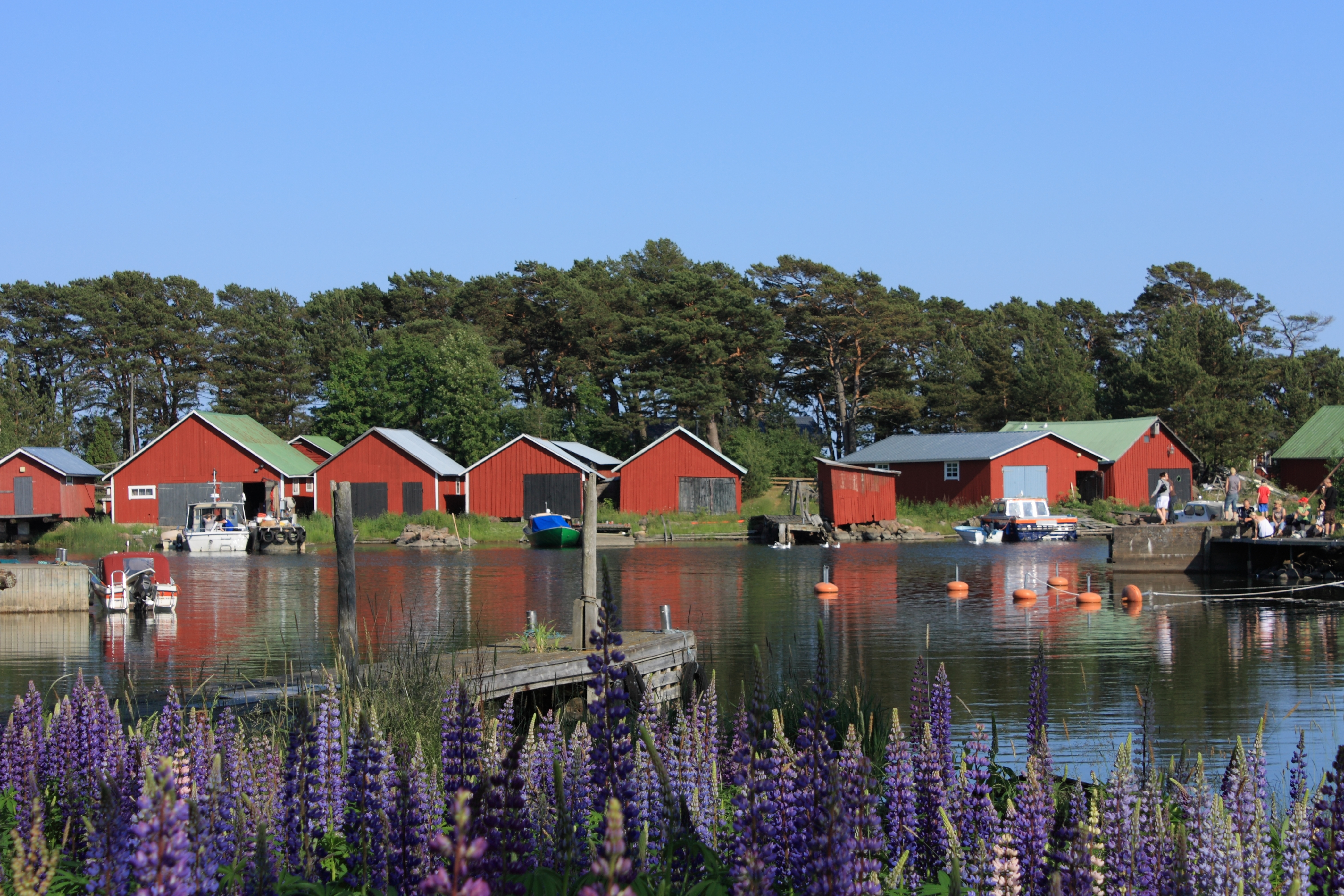
Kaunissaari, Pyhtää
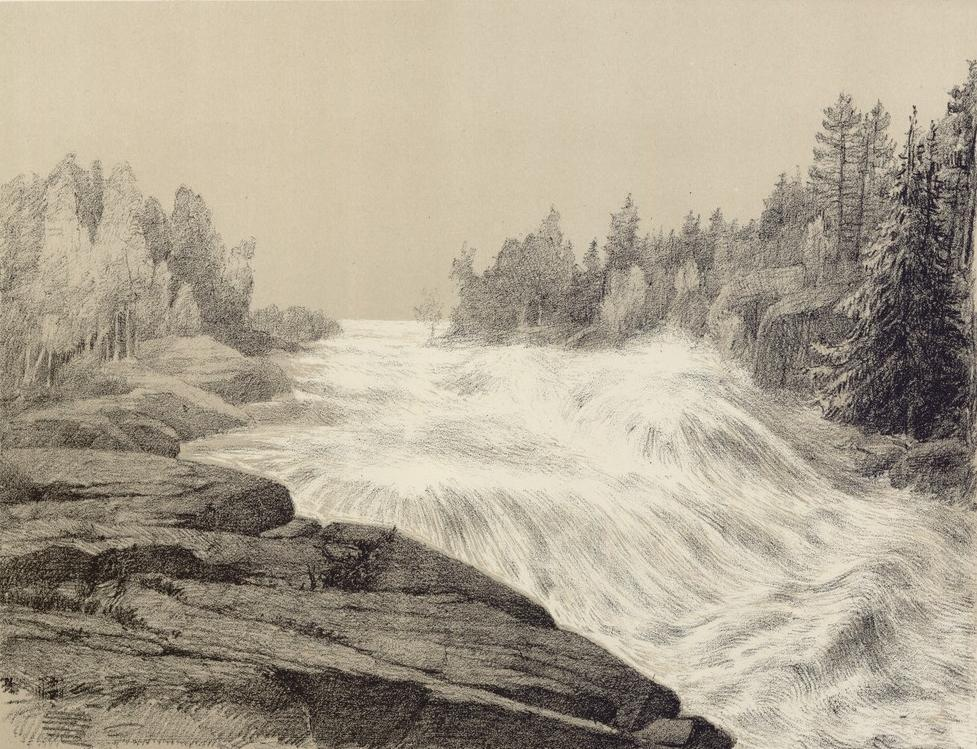
Imatrankoski
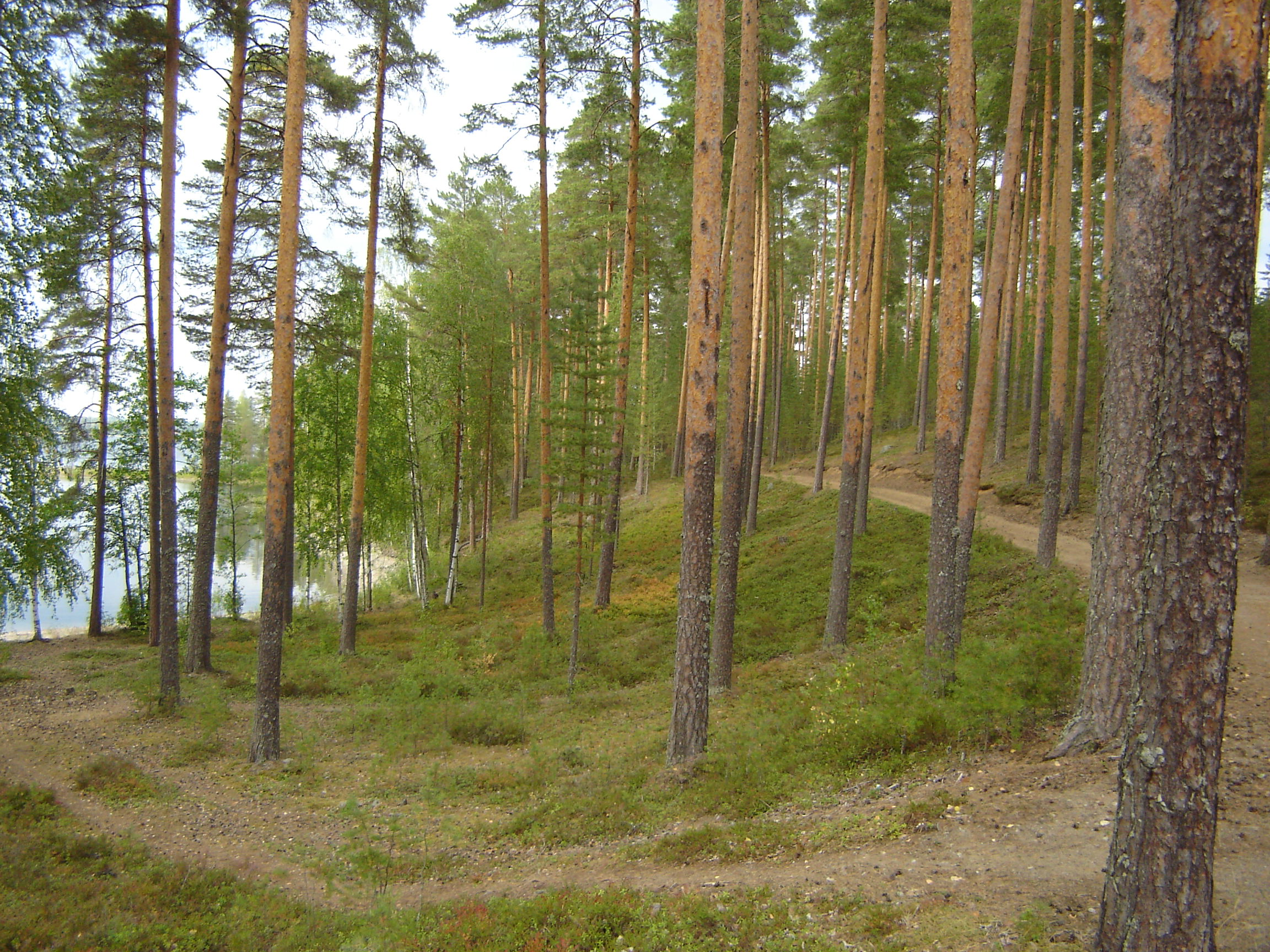
Punkaharju
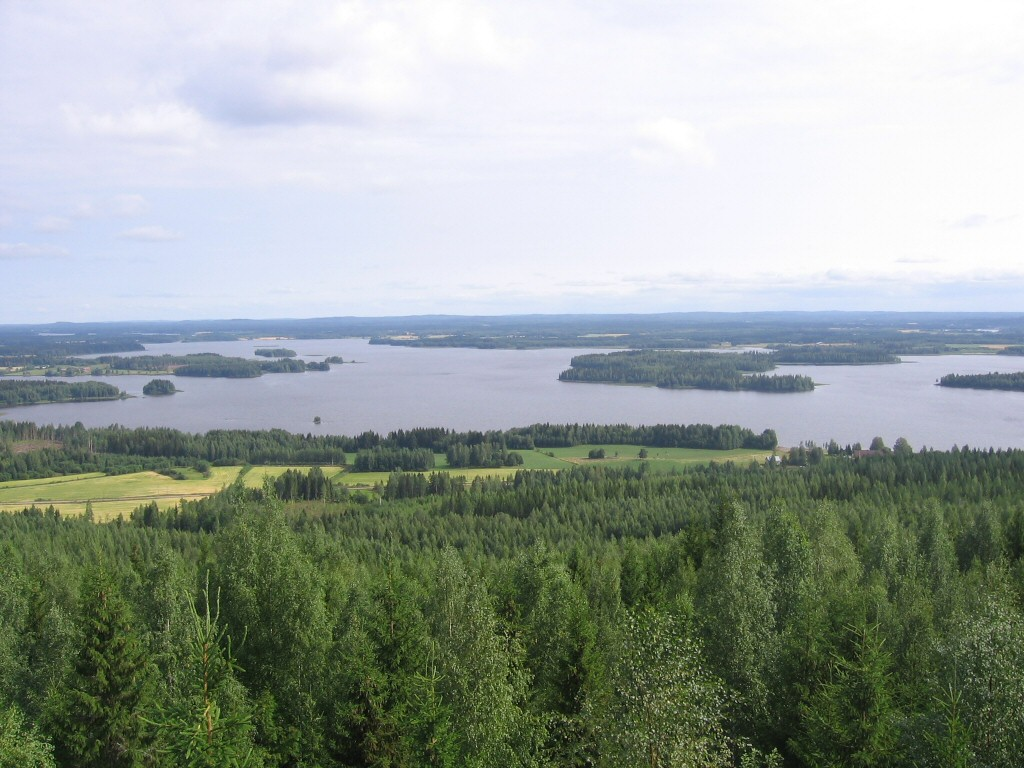
Väisälänmäki .
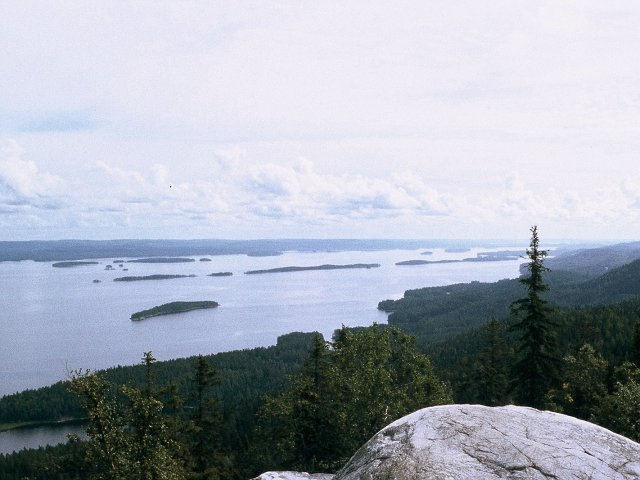
Koli .
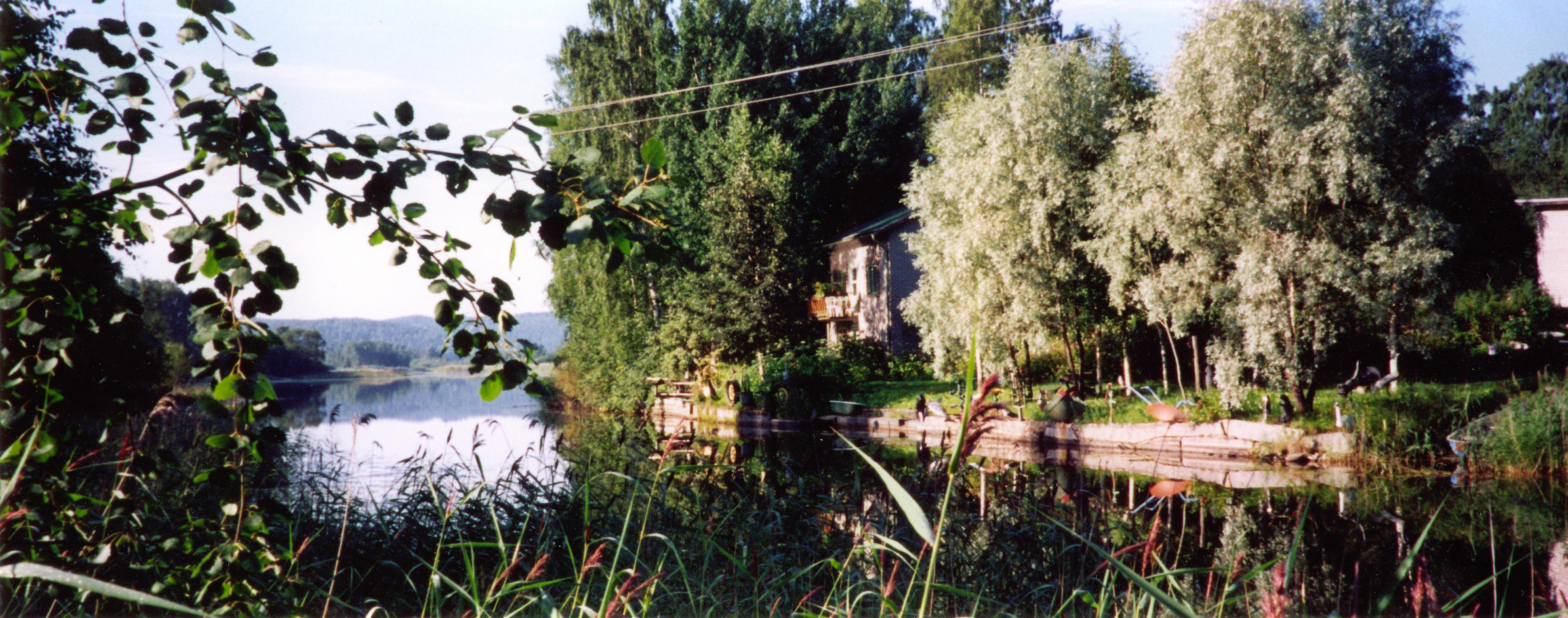
Putkilahti.
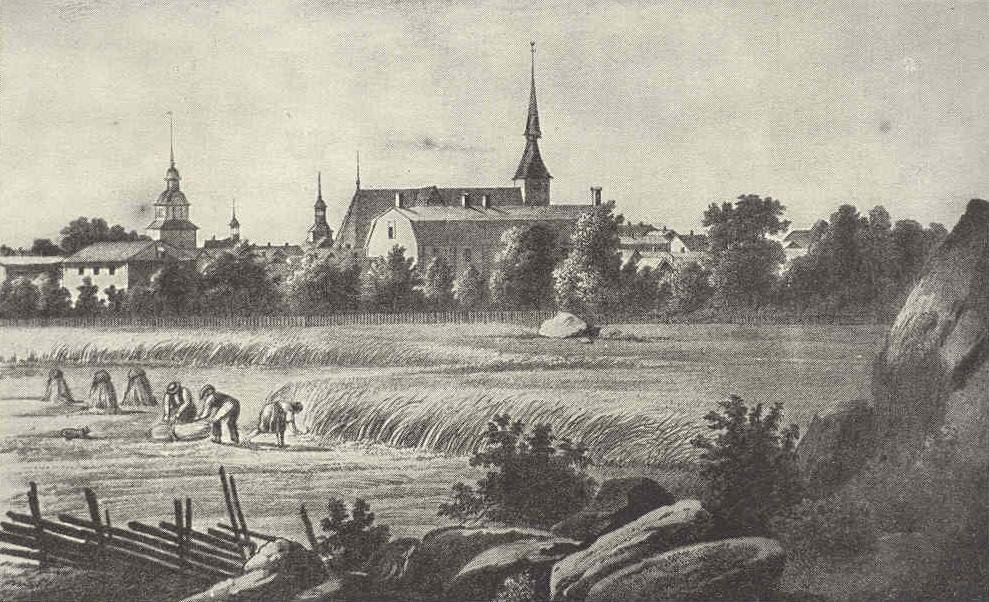
Ancien Vaasa, 1840.
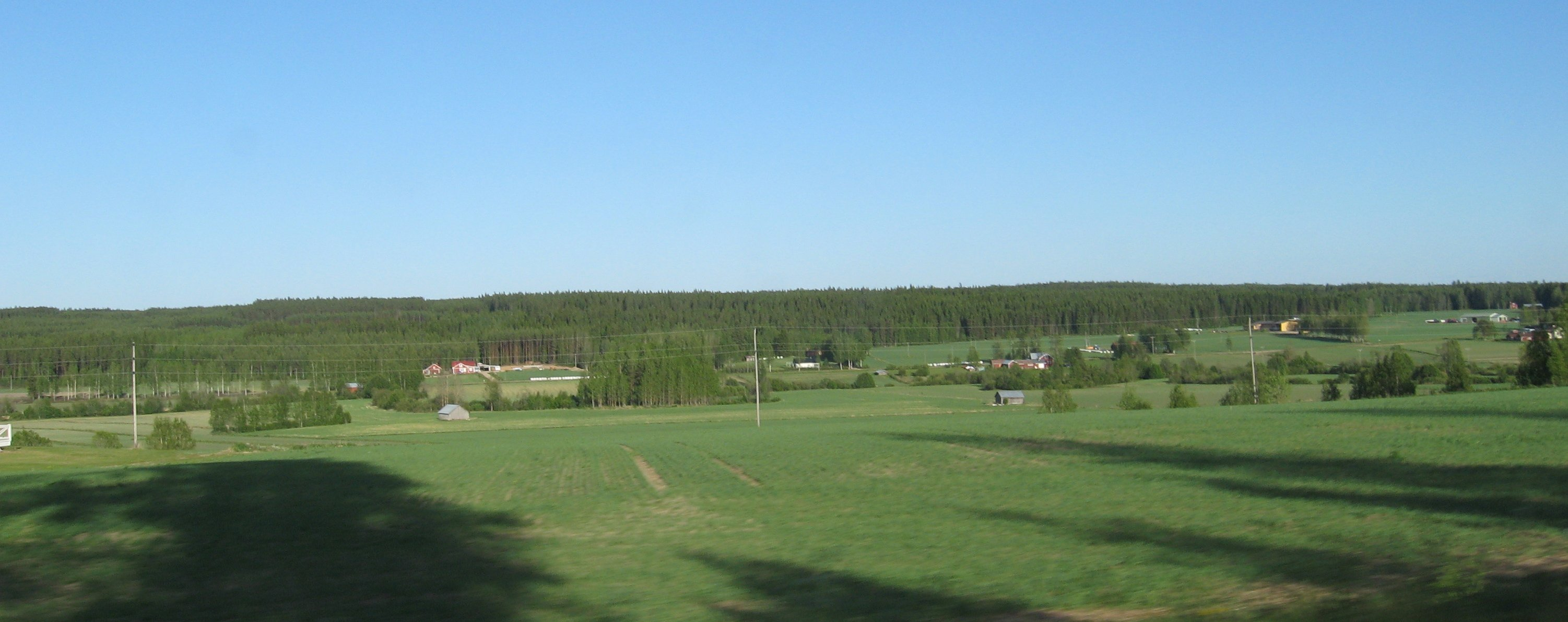
Hyypänjokilaakso
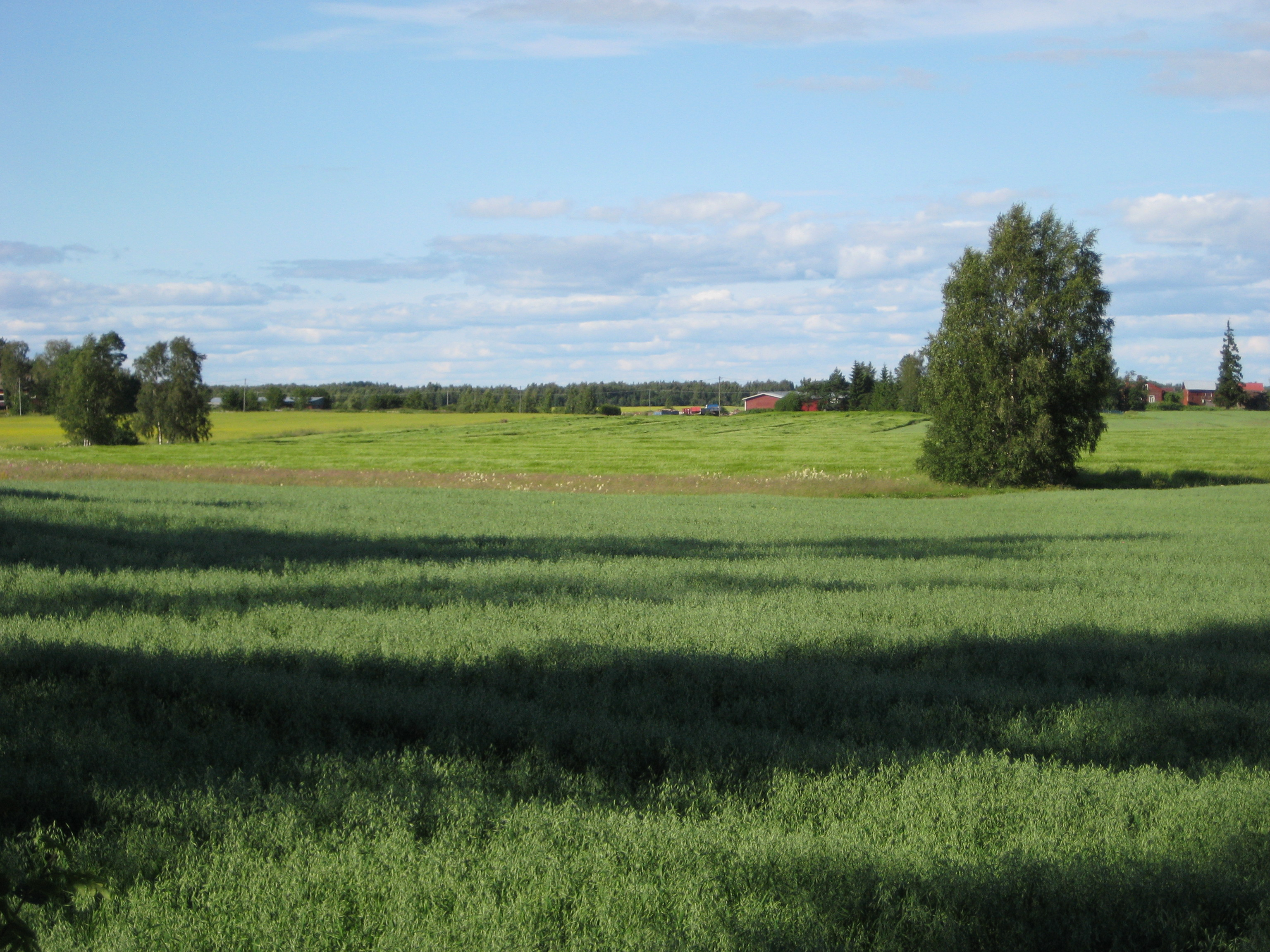
Plaines de Liminka.
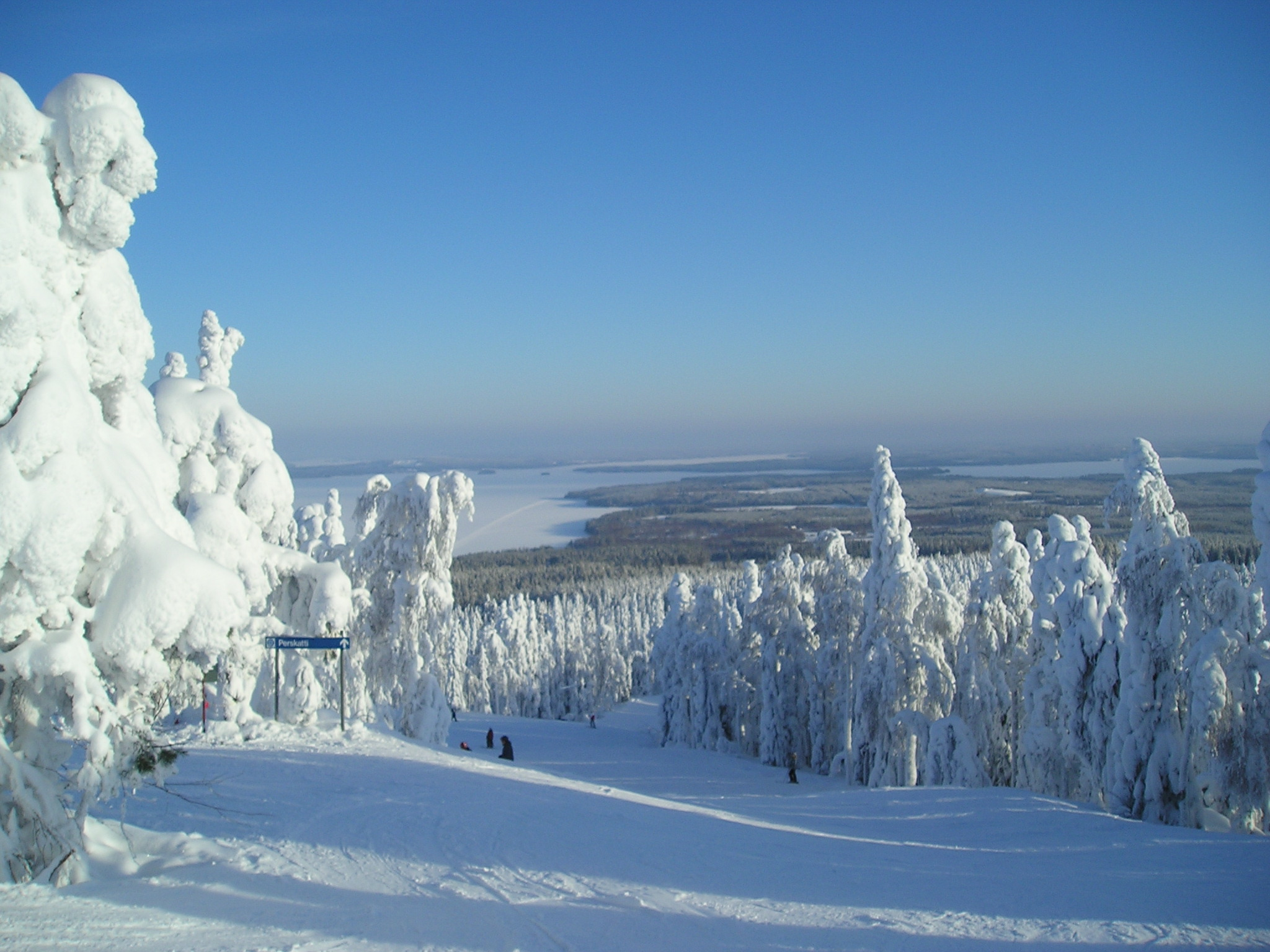
Vuokatti, 2006.
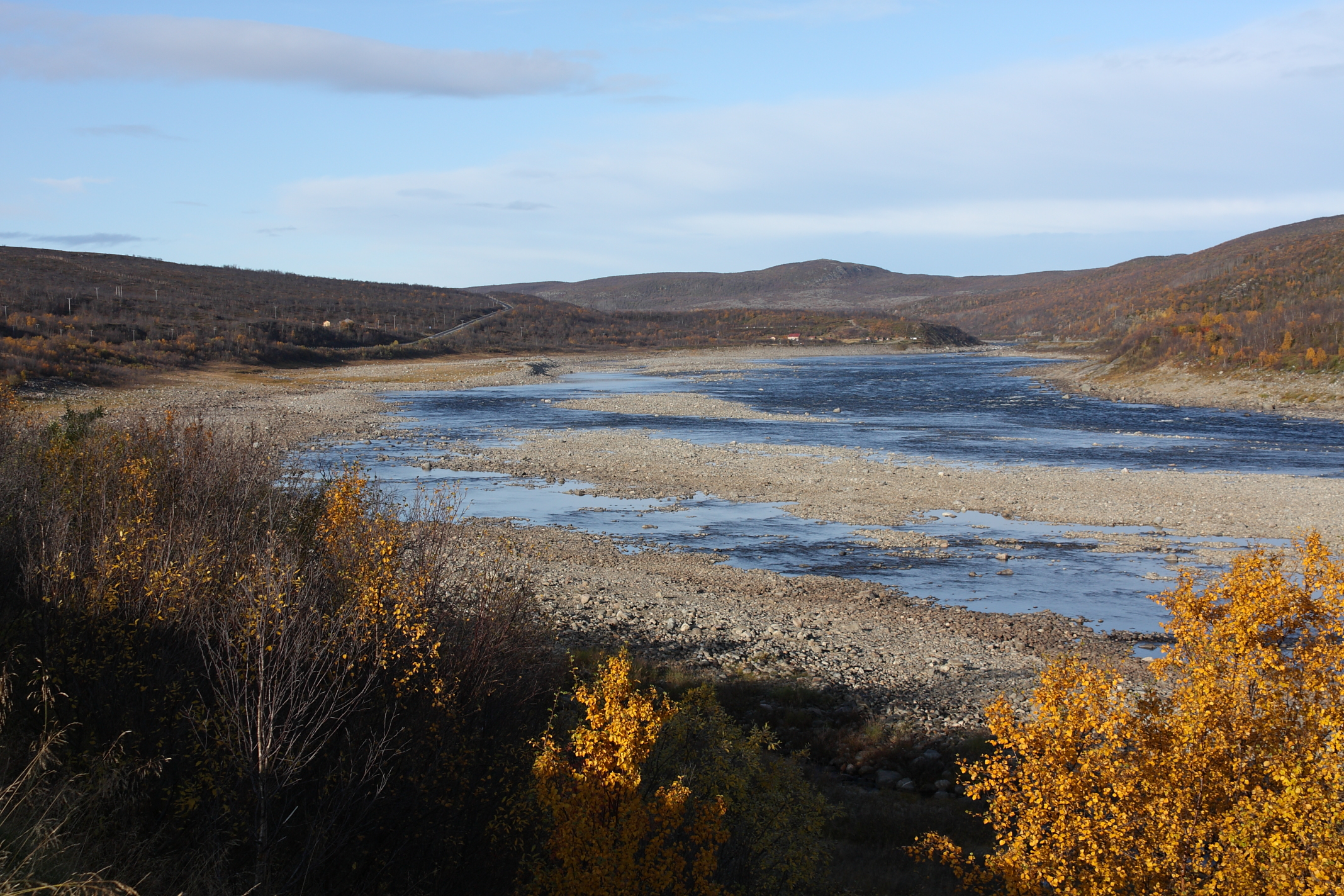
Vallée du fleuve Teno, 2009.